# Crimen ferpecto
Crimen ferpecto (2004) es una película dirigida por Álex de la Iglesia y protagonizada por Willy Toledo y Mónica Cervera. Se estrenó el 22 de octubre en España y en agosto de 2005 en Estados Unidos como The Perfect Crime.

## Sinopsis
Rafael (Willy Toledo) es un tipo seductor y ambicioso al que le gustan las mujeres guapas, la ropa elegante y el ambiente selecto. Trabaja en unos grandes almacenes y quiere convertirse en el nuevo Jefe de planta. Su único rival es don Antonio, al cual mata accidentalmente en una acalorada discusión. La única testigo es Lourdes (Mónica Cervera), quien decide chantajearle para convertirle en su amante primero y en su esposo después. Llega un momento en el que él no puede aguantar más la situación e idea un plan que simplemente es "ferpecto".

## Premios
Crimen ferpecto ganó 8 premios en el Festival de cine policiaco de Cognac y tuvo 13 nominaciones entre las cuales destacan:
Premios Goya
| Año  | Categoría                     | Receptor(es)                                    | Resultado |
| ---- | ----------------------------- | ----------------------------------------------- | --------- |
| 2004 | Mejor actor                   | Guillermo Toledo                                | Nominado  |
| 2004 | Mejor actor de reparto        | Luis Varela                                     | Nominado  |
| 2004 | Mejor actriz revelación       | Mónica Cervera                                  | Nominada  |
| 2004 | Mejor dirección de producción | Juanma Pagazaurtundua                           | Nominado  |
| 2004 | Mejores efectos especiales    | Juan Ramón Molina Félix Bergés                  | Nominados |
| 2004 | Mejor sonido                  | Sergio Burmann Jaime Fernández Charly Schmukler | Nominados |